# Гідайбу
Гідайбу (араб. مديرية حديبو) — одна з двох мудірій мугафази Сокотра, Ємен. 

## Географія
Мудірія Гідайбу займає східну частину острова Сокотра. Розташована за 1101 км від столиці Ємену міста Сани.
До 2013 року входила до мугафази Гадрамаут, нині відноситься до мугафази Сокотра.

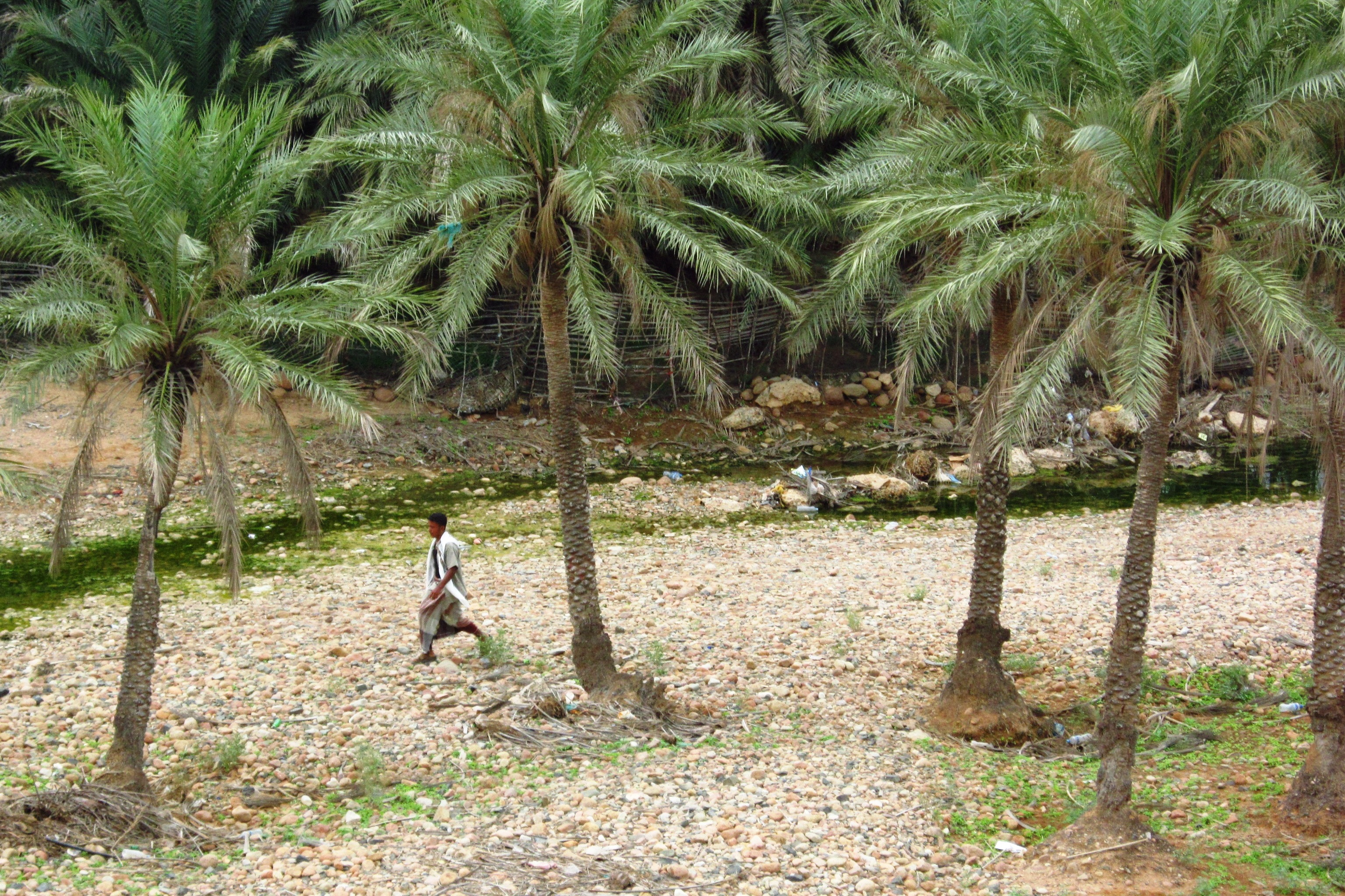

## Клімат
Клімат тропічний пустельний та напівпустельний.
| Кліматограма Гідайбу                                                                  | Кліматограма Гідайбу | Кліматограма Гідайбу | Кліматограма Гідайбу | Кліматограма Гідайбу | Кліматограма Гідайбу | Кліматограма Гідайбу | Кліматограма Гідайбу | Кліматограма Гідайбу | Кліматограма Гідайбу | Кліматограма Гідайбу | Кліматограма Гідайбу |
| ------------------------------------------------------------------------------------- | -------------------- | -------------------- | -------------------- | -------------------- | -------------------- | -------------------- | -------------------- | -------------------- | -------------------- | -------------------- | -------------------- |
| С                                                                                     | Л                    | Б                    | К                    | Т                    | Ч                    | Л                    | С                    | В                    | Ж                    | Л                    | Г                    |
| 6 30 18                                                                               | 2 34 19              | 4 37 22              | 3 40 23              | 33 32 22             | 7 28 20              | 1 26 19              | 3 26 18              | 21 27 19             | 72 33 21             | 41 33 20             | 4 31 19              |
| Середня макс. і мін. температури повітря (°C) Атмосферні опади (мм), за рік : 197 мм. |                      |                      |                      |                      |                      |                      |                      |                      |                      |                      |                      |

## Населення
Станом на 2017 рік у Гідайбу мешкало 50 144 особи, у 2003 році — 34 011 осіб.